# Donna Troy
Donna Troy, il cui nome completo è Donna Hinckley Stacy Troy, è un personaggio dei fumetti creato da Bob Haney e Bruno Premiani nel 1965, pubblicato dalla DC Comics.
Nel corso della sua carriera supereroistica ha assunto le identità di Wonder Girl, una Stella Scura e Wonder Woman.
Nella classifica stilata nel 2011 da IGN, si è posizionata al 93º posto come più grande eroina della storia dei fumetti, dopo Usagi Yojimbo e prima di Supergirl,

## Biografia

### Pre Crisi
Inizialmente Wonder Girl era la versione giovanile di Wonder Woman. Nel 1965 gli autori del gruppo i Giovani Titani Robert  Haney e Bruno Premiani, non essendo a conoscenza di ciò, la inserirono nel gruppo in qualità di assistente sorella di Wonder Woman. I lettori non capirono come Donna Troy fosse entrata nel gruppo fin quando nella mini-serie "Who is Donna Troy ?" Marv Wolfman non svelò che si unì al gruppo poco dopo la sconfitta di Mr. Twister, e che fu sua l'idea di chiamare il gruppo "Teen Titans".
In questa storia, Robin viene a sapere che la madre naturale di Donna era Dorothy Hinckley, un'adolescente nubile morente che l'aveva data in adozione. Dopo che il padre adottivo di Donna, Carl Stacey, è stato ucciso in un incidente sul lavoro, sua madre adottiva Fay Stacey è stata costretta a darla di nuovo in adozione, incapace di allevarla a causa delle crescenti spese. Tuttavia, Donna è diventata vittima di un racket di vendita di bambini, che si è concluso con la morte dei criminali nell'esplosione di una fornace e nell'incendio. Con l'aiuto di Robin, Donna si riunisce con Fay, che aveva sposato Hank Evans e dato alla luce altri due figli, Cindy e Jerry.
In seguito verrà rivelato che in realtà Donna Troy era un'orfana salvata da un orfanotrofio in fiamme da Wonder Woman, che la prese sotto la sua ala e le diede una versione ridotta dei suoi poteri tramite il Raggio Viola dell'Isola Paradiso. Donna farà parte di tutte le formazioni dei Titani, della quale diverrà anche il leader.
In seguito, quando Raven riunirà i Giovani Titani, Donna tornerà ad indossare il costume e a combattere assieme ai suoi amici. In questo nuovo gruppo, Donna approfondirà le sue origini e si ricongiungerà con suo padre. Inoltre troverà lavoro come fotografa, e sposerà il professore universitario Terry Long, più vecchio di lei.

### Post Crisi
Dopo la Crisi sulle Terre infinite la storia di Donna venne modificata, e Wonder Girl divenne una dei dodici bambini scelti dai mitologici Titani per ottenere superpoteri e riportare la pace nell'universo. Chiamata "Troy", Donna (come gli altri) fu privata dei ricordi di lei con i Titans of Myth, e reintrodotta nell'umanità per attendere il suo destino. Uno di questi bambini però, Sparta, impazzirà e cercherà di uccidere i suoi compagni, venendo fermato da Donna e gli altri bambini. In questa versione, Donna non è un'Amazzone e non ha nessuna connessione con Wonder Woman.
Donna in seguito divorzierà da Terry, ma si scoprirà incinta di lui. Dopo aver scoperto che in futuro suo figlio sarebbe diventato un tiranno, deciderà di rinunciare ai suoi poteri per evitare che questo futuro si avveri. Si unì quindi al corpo di polizia interstellare delle Stelle Scure, e cominciò una relazione sentimentale con la Lanterna Verde Kyle Rayner, che si interromperà dopo la morte di Terry e del figlio in un incidente d'auto.
In seguito verrà rivelato che in realtà Donna era un duplicato magico di Wonder Woman nato con l'aiuto della maga Amazzone Magala, che doveva essere di compagnia alla principessa amazzone, nonché unica bambina sull'isola. Donna verrà poi rapita dalla criminale Dark Angel, nemica di sua madre Ippolita, che la lancerà nel tempo costringendola a vivere dozzine di vite orrende, e, una volta raggiunto il massimo della tristezza, tutti si sarebbero dimenticati di lei, e Donna avrebbe dovuto ricominciare il ciclo dall'inizio, in una nuova vita. Grazie all'aiuto di Wonder Woman e di Wally West, Donna riuscirà a sfuggire a questo ciclo, e verrà ricreata usando i ricordi che Wally aveva di lei, riottenendo così i suoi poteri originari. Donna verrà così incoronata seconda principessa di Themiscyra.
Successivamente Donna cederà il suo primo costume a Cassie Sandsmark, che diverrà così la nuova Wonder Girl. Donna verrà in seguito uccisa dal Cyborg Superman e ascenderà ad un nuovo piano della realtà diventando la guardiana del multiverso. Tornata in vita, dopo gli eventi di Crisi infinita, assunse il ruolo di Wonder Woman per un anno, fino a quando Diana non riprenderà il ruolo. Donna verrà manipolata mentalmente e indotta a combattere con la sorella, con cui poi si riappacificherà. Donna in seguito rifonderà i Titani e si unirà alla Justice League.

### New 52
Nella continuity de i nuovi 52, Donna Troy è un golem creato da una strega, a cui furono dati poteri paragonabili a Wonder Woman e fu inviata ad attaccare le Amazzoni. Ma viene convinta a redimersi e diviene la spalla di Diana.

## Poteri e abilità
Come Wonder Woman, Donna possiede forza e resistenza sovraumane, che fanno di lei una delle donne più forti dell'universo DC. Può volare alla velocità del suono, possiede sensi sviluppatissimi, può imitare perfettamente la voce delle altre persone, ed è addestrata in tutte le forme di lotta a mani nude e all'arma bianca. In seguito acquisterà il potere di lanciare raggi di energia. Come Wonder Woman, possiede un lazo magico indistruttibile che può allungarsi all'infinito.
Inoltre Donna ha perfezionato le proprie capacità nel combattimento corpo a corpo sia con Wonder Woman che con Dick Grayson.

## Altri media
Donna Troy è apparsa nelle seguenti serie:
- The Superman/Aquaman Hour of Adventure, doppiata da Julie Bennett.
- Wonder Woman, con il nome di "Drusilla", interpretata da Debra Winger.
- Teen Titans, dove figurano suoi camei negli episodi Homecoming, Part II e Calling All Titans, non potendo apparire o essere nominata a causa di dispute legali[2][3].
- Titans, interpretata  da Conor Leslie.